# Dev (film)
Dev (hindi: देव, urdu: دیو) to bollywoodzki thriller wyreżyserowany w 2004 roku przez Govinda Nihalaniego nagrodzonego za Aghaat, Ardh Satya i Aakrosh. W rolach głównych Amitabh Bachchan, Fardeen Khan i Kareena Kapoor. Tematem filmu są stosunki hindusko- muzułmańskie w Indiach, podsycanie konfliktów religijnych dla zdobycia władzy politycznej i walka głównego bohatera o praworządność. W centrum filmu znajduje się kilka relacji. Miłość młodej pary muzułmanów poszkodowanych w tych konfliktach z hindusami. Relacja ojca i jego "duchowego syna" przekraczająca wrogość między wyznaniami. I dramat rozchodzenia się dróg dwóch wieloletnich przyjaciół.

## Fabuła
Mumbaj. Dev Pratap Singh (Amitabh Bachchan) i Tej Khosla (Om Puri) to dwóch oficerów policji pozostających ze sobą od lat w przyjaźni. Zawzięcie dyskutują popijając razem drinki. Spierają się o politykę, o kształt przyszłych Indii, o swoją rolę w rozwiązywaniu konfliktów w kraju, o to czym jest sprawiedliwość, praworządność. W swoim czasie Tej cieszył się narodzinami Armaana, syna Deva, a potem razem z nim i jego żoną Bharati opłakiwał jego śmierć z rąk terrorystów próbujących zastrzelić Deva. W mieście dochodzi do zamieszek między hindusami a muzułmanami. Inicjują je i podsycają politycy manipulujący konfliktami religijnymi. Podczas demonstracji ginie pokojowo nastawiony muzułmański gandhista. Zdesperowany z powodu śmierci ojca Farhaan (Fardeen Khan) decyduje się dokonać zamachu na Devie, który miał chronić bezpieczeństwa manifestantów. Muzułmański polityk Latif chce wykorzystać rozpacz Farhaana do własnych celów. Zamach nie udaje się. Przesłuchiwany przez Deva Farhaan porusza go żalem, z jakim mówi o hinduskich uprzedzeniach do muzułmanów, o łamaniu praw, o wrogości do nich. Devowi wydaje się, że jego zabity w dzieciństwie syn mógłby dziś być kimś takim – do bólu szczerym, spragnionym sprawiedliwości, młodym mężczyzną. Wypuszcza Farhaana na wolność. Latif chce się pozbyć zamachowca, któremu przestał ufać. Bez jego wiedzy przygotowuje przed świątynią hinduską prowokujący zamieszki wybuch motocykla. Wybuch ma zabić także Farhaana. Wstrząśnięty widokiem umierających ludzi Farhaan zraża się ostatecznie do idei terroru. Chce się wycofać ze współpracy z Latifem. Omal nie przypłaca tego życiem. W mieście wybuchają zamieszki podsycane przez hinduskich polityków. Muzułmańskie sklepiki są plądrowane, płoną domy, dochodzi do gwałtów, zabijane są całe rodziny. Zaprzyjaźniony z Devem szef policji Tej daje rozkaz – nie wtrącać się! Dev nie wytrzymuje, wbrew rozkazom interweniuje.

## Obsada
- Amitabh Bachchan – oficer policji Dev Pratap Singh
- Fardeen Khan – Farhaan Ali
- Kareena Kapoor – Aaliya
- Om Puri -komisarz Tejinder Khosla
- Amrish Puri – premier Bhandarker
- Rati Agnihotri – Dr. Bharati Singh, żona Deva
- Milind Gunaji – Mangal Rao
- Ehsan Khan – Latif
- Pramod Muthu – Ali Khan (as Pramod Moutho)
- Achyut Potdar – Qureshi
- Masood Akhtar – Farid

## Nagrody
- Nagroda Krytyków Filmfare dla Najlepszego Filmu
- Nagroda Krytyków Filmfare dla Najlepszej Aktorki – Kareena Kapoor

## Muzyka
Autorem muzyki jest Aadesh Shrivastav, piosenki do tekstów Nida Fazli i Govind Nihalani.
Piosenki:
1. "Rang Deeni" (4:31) – Shraddha Pandit, Kailash Kher, Mahua Kamat
2. "Jab Nahin Aaye The" (4:52) – Kareena Kapoor
3. "Allahu" (6:27) – Aadesh Srivastav, Asha Bhonsle
4. "Tujh Sang Bandhi" (4:35) – Sonu Nigam
5. "Jab Nahin Aaye The" (4:05) – Vijayeta Pandit
6. "Manglam Ganeham" (4:32) – Abhijeet
7. "Dev Speaks" (3:07) – Amitabh Bachchan